# Златен сет
„Златен сет“ е термин в тениса, при който играчът печели сет без да загуби точка. В професионалния тенис единствено такъв сет са постигали - Паулина Бетц, Бил Сканлън и Ярослава Шведова. Паулина Бетц побеждава Катерина Уолф на турнира „Уестърн Енд Саутърн Оупън", Синсинати, Охайо през 1943 г. с 6:0, 6:2. Бил Сканлън побеждава Маркос Хокевар в първия кръг на Голд Коуст в Делрей Бийч на 22 февруари 1983 с 6:2, 6:0. Ярослава Шведова побеждава Сара Ерани на турнира „Уимбълдьн" на 30 юни 2012 г. с 6:0, 6:4.